# Lockheed F-104 Starfighter

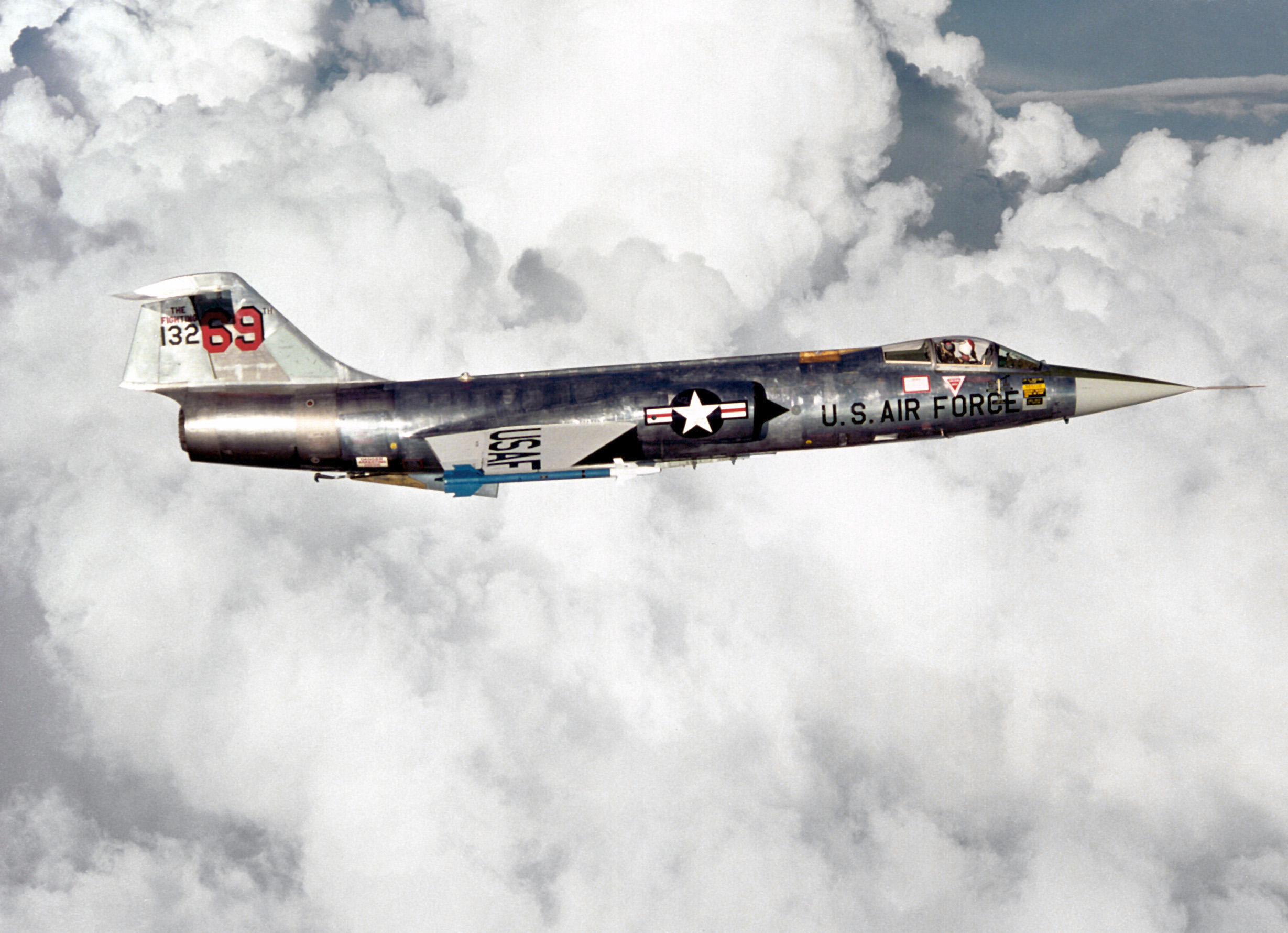
United States Air Force starfighter tijdens de vlucht

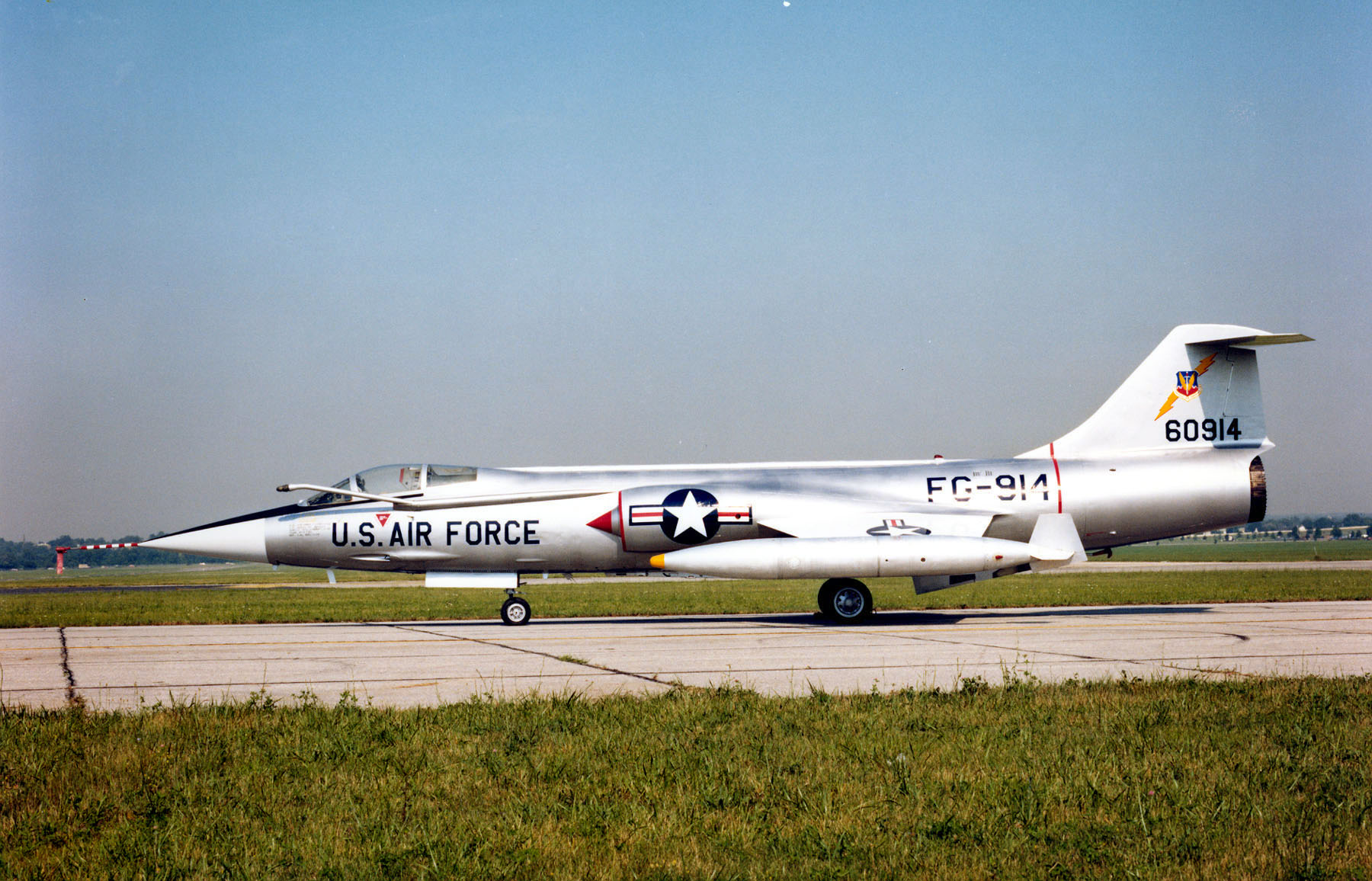
De F-104C was voorzien van de mogelijkheid tot bijtanken in de lucht

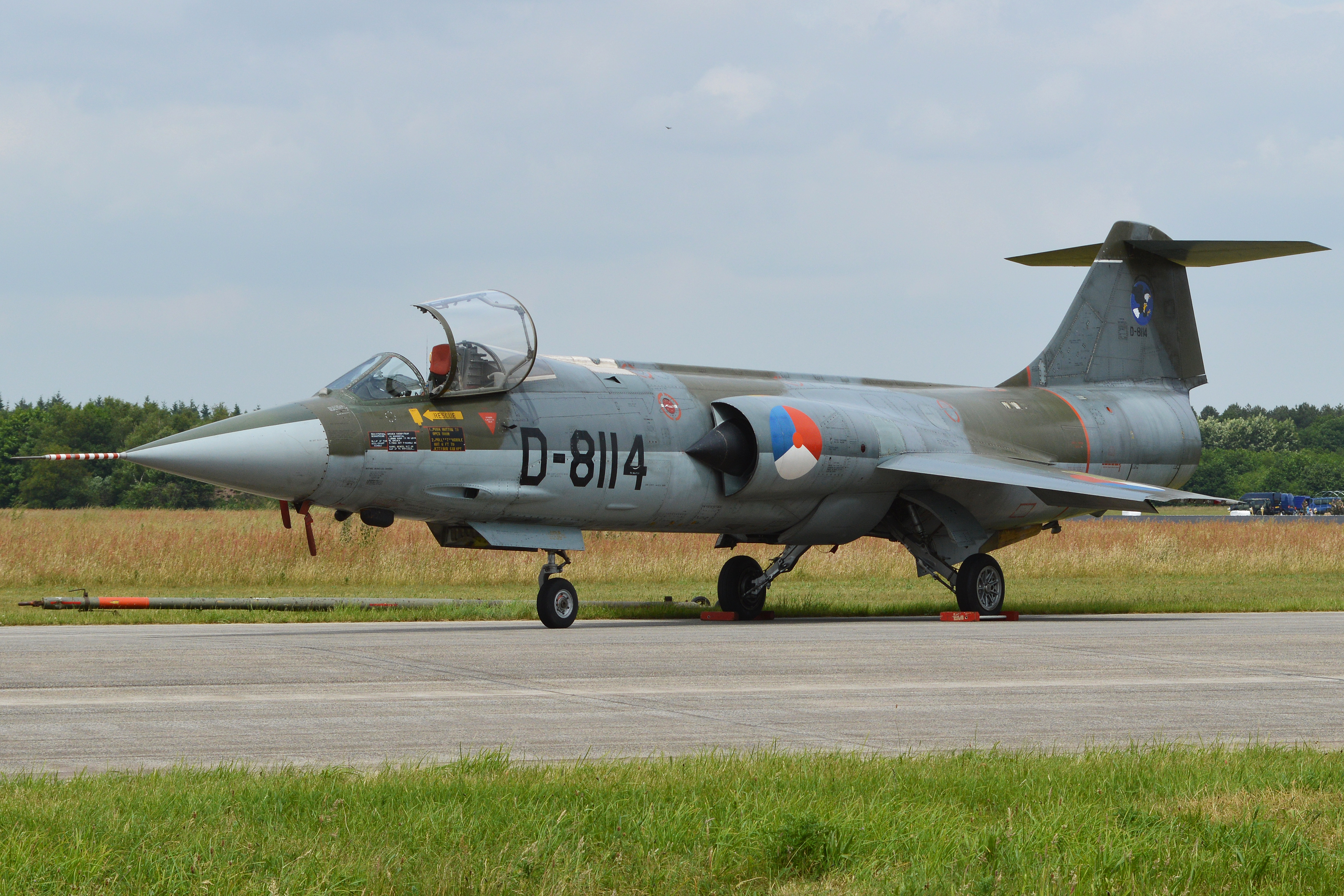
Een Nederlandse F-104G met het embleem van het 311 squadron op de staart

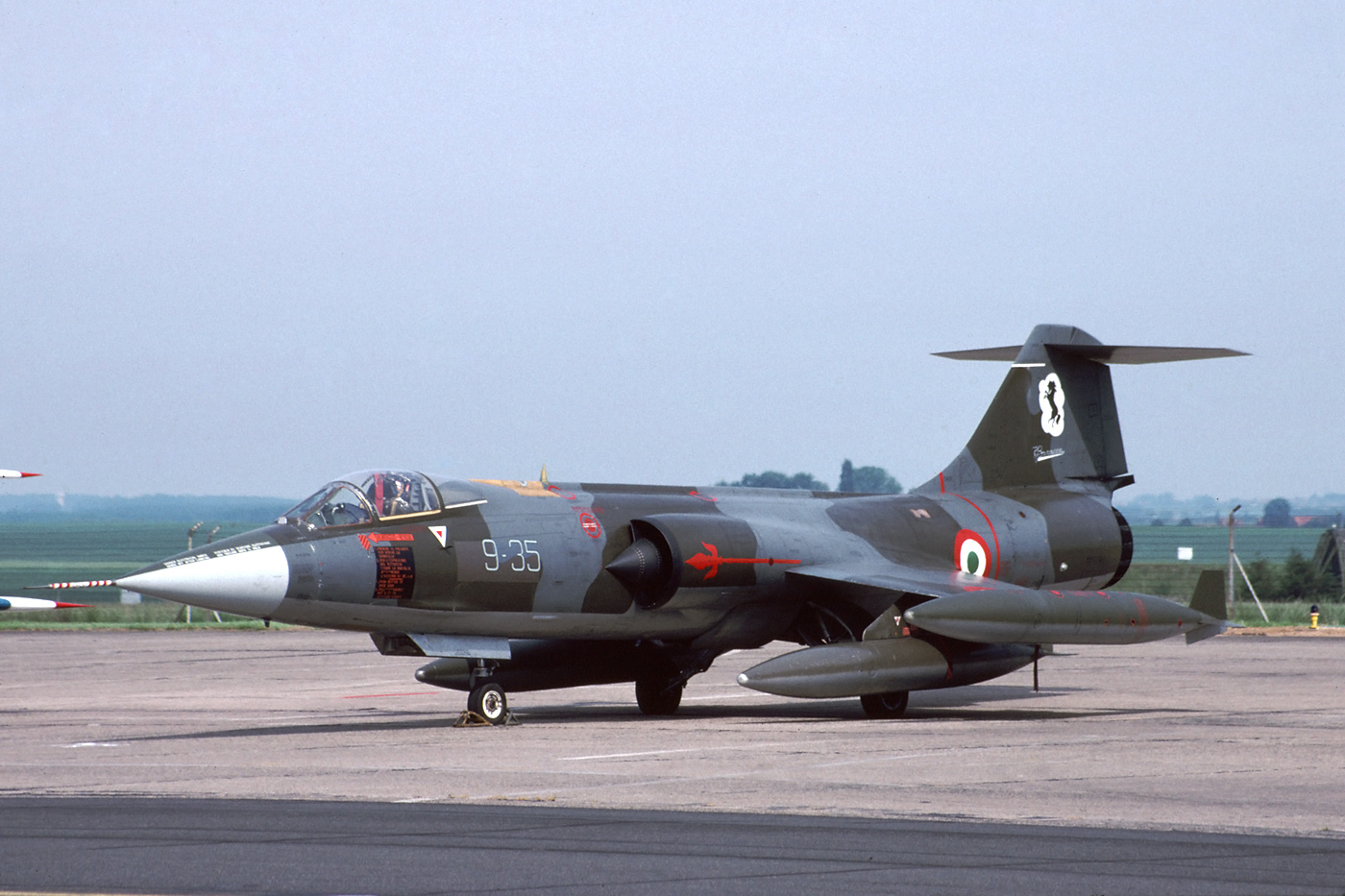
De Italiaanse luchtmacht vloog tot 2004 met de F-104S. Deze had onder de romp twee vergrote stabilisatievinnen

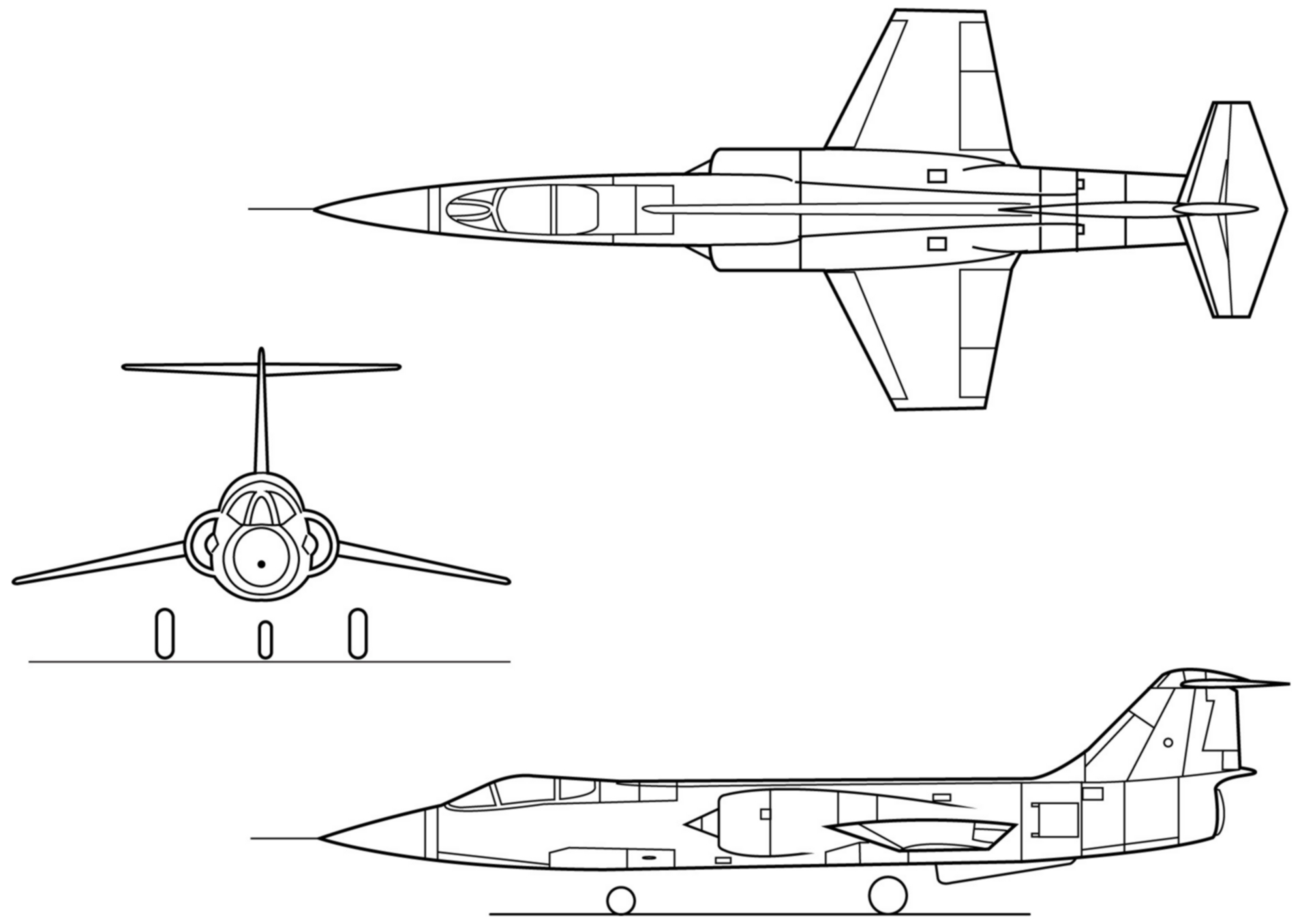
Profiel van een F-104

De Lockheed F-104 Starfighter was een van de bekendste supersonische eenmotorige Amerikaanse gevechtsvliegtuigen van de 20e eeuw. Het toestel werd door Lockheed ontworpen ter opvolging van de F-100 Super Sabre en was bij de USAF operationeel van 1958-1967, in de Koude Oorlog. Het toestel werd overwegend gebruikt als jachtbommenwerper, maar er waren ook versies die aangepast waren voor een rol als jager. De F-104 werd door de VS onder meer in gevechtsacties gebruikt in de Vietnamoorlog en tot de definitieve uitfasering in de VS in 1975 deed het toestel nog dienst bij de Air National Guard.
De Starfighter was de standaard jachtbommenwerper van de NAVO in de periode 1961-1985 waarna het toestel werd vervangen, meestal door de F-16. Ook in de Belgische luchtmacht en de Koninklijke Luchtmacht heeft het toestel jarenlang dienstgedaan. De F-104 bezat de twijfelachtige eer het slechtste veiligheidsrecord te vestigen. Ook de later aan het licht gekomen omkoopschandalen – waarvan bij Europese aankoop in diverse gevallen sprake was geweest – deden de naam en faam van het toestel geen eer aan.

## Geschiedenis
In 1951 deed Kelly Johnson, hoofdontwerper van de Lockheed Skunk Works bij een bezoek aan de Amerikaanse piloten die vochten in de Koreaanse Oorlog de kennis op voor een toestel dat zij het liefst wilden hebben. De piloten vochten toen in de F-86 Sabre tegen MiG-15's. Dat toestel was volgens de Amerikaanse piloten superieur aan de Sabre en zij vroegen om een kleiner vliegtuig met goede prestaties.
Na terugkeer in de Verenigde Staten begon Johnson meteen aan het ontwerp van het gevraagde toestel. In maart was het ontwerpteam geformeerd en begon men verschillende ontwerpen uit te werken. Deze varieerden in massa van 3600 kg tot 23 000 kg.
Uitwerking van de ervaringen met de ontworpen toestellen vond plaats in een vervolgstudie die in november 1952 begon en resulteerde in de “Lockheed L-246”. Die had een massa van ongeveer 5400 kg en kwam goed overeen met de latere Starfighter. Nog in dezelfde maand werd het ontwerp voorgelegd aan de USAF. Zij waren geïnteresseerd en schreven een competitie uit voor concurrerende toestellen. Hierop kwamen drie aanvullende ontwerpen binnen:
- de Republic “AP-55”, een verbeterde versie van het prototype XF-91 Thunderceptor;
- de North American “NA-212”, die uiteindelijk evolueerde tot de F-107;
- de Northrop “N-102” Fang, die met de nieuwe General Electric J-79-motor was uitgerust.

Hoewel de extra concurrenten interessant waren, had Lockheed een voorsprong opgebouwd, waardoor het in maart 1953 een ontwerpcontract kreeg voor de bouw van twee prototypen.
Het werk vorderde snel, in april van dat jaar was de mock-up, een schaalmodel op ware grootte, gereed en in mei werd begonnen met de bouw van de twee prototypen. In die tijd was de voorziene J-79 motor nog niet klaar. Om deze reden kregen beide prototypen de Wright J65 motor toebedeeld, gebouwd in licentie van de Armstrong Siddeley Sapphire. Begin 1954 was het eerste toestel gereed en het vloog voor het eerst (maiden flight) op 4 maart van dat jaar. De totale ontwerptijd van tekening naar vliegend prototype was nog geen twee jaar, ongehoord voor die tijd. Voor huidige ontwerpen is het ook ongehoord, daar een ontwerp nu zo'n 10-15 jaar in beslag neemt.

## Ontwerp
Om de gewenste prestaties te bereiken, koos Lockheed voor de minimalistische benadering: een ontwerp dat uitging van het lichtste, meest aerodynamische ontwerp rond een krachtige motor. De raket op wielen was een feit. De nadruk lag op het verminderen van luchtweerstand en massa.

### Vleugel en romp
Het vleugelontwerp was revolutionair. De meeste jachtvliegtuigen van toen (en nu) maken gebruik van pijlvleugels of deltavleugels. Dat geeft een balans tussen aerodynamica, draagkracht en ruimte (intern) voor brandstof en apparatuur. Tests door Lockheed toonden echter aan dat de meest efficiënte vorm voor supersonische vluchten een uiterst kleine, rechte, trapezoïdale vleugel was die in het midden van de romp werd geplaatst. De vleugel was extreem dun, met een dikte-koorde verhouding van 3,36%. De aspect ratio bedraagt 2,45. De uiteinden van de vleugels waren zo dun (0,41 mm) en uiterst scherp dat ze een gevaar voor de onderhoudstechnici vormden en moesten worden afgedekt met speciale hoezen. De dikte van de vleugels betekende dat hier geen plaats was voor interne brandstoftanks of het landingsgestel. Deze vonden hun plaats in de romp.
Het stabilo (horizontaal kielvlak) werd boven op de staart gemonteerd om het traagheidskoppel te compenseren. Doordat het (verticale) kielvlak nauwelijks korter was dan de vleugels (en dus aerodynamisch bijna even effectief), trad het wing on rudder effect op. Om dit effect te compenseren werden de vleugels onder 10° neerwaartse hoek geplaatst. De vleugels hadden welvingskleppen aan zowel de voor- als de achterrand om de eigenschappen van het toestel bij lage snelheid te verbeteren. De combinatie zorgde voor extreem lage luchtweerstand, behalve bij een grote invalshoek. Dit betekende dat de Starfighter goed was in een groot aantal aspecten, behalve zijn hoeksnelheid. Die was beperkt en zijn draaicirkel was daardoor erg groot.
Er werden verschillende trainingsversies van de Starfighter gebouwd. Ze waren aan de buitenkant gelijk aan de eenpersoonsversie, maar het boordkanon en een brandstoftank moesten wijken voor de extra plaats in de cockpit. Sommige typen tweezitters waren inzetbaar onder oorlogsomstandigheden (combat-capable).

### Motor
De F-104 was gebouwd rond de General Electric J-79 turbojet motor, gevoed door twee luchtinlaten aan de zijkant van de romp. In de inlaten zijn gaten gemaakt om bij lage snelheid (zoals de start) extra lucht naar binnen te zuigen. In tegenstelling tot enkele andere supersonische jachtbommenwerpers heeft het toestel geen variabele luchtinlaten. De verhouding tussen vermogen en weerstand is fenomenaal, wat een maximumsnelheid toestaat van boven Mach 2. De topsnelheid van de Starfighter werd beperkt door de warmteontwikkeling in de aluminium huid en de temperatuurlimiet van de motor. In latere versies werd het vermogen opgevoerd met bijna 20%.

### Uitrusting en bewapening
Vroege Starfighters gebruikten een schietstoel die door de vloer van de cockpit schoot (Lockheed C-1). Dit was uit voorzorg omdat men bang was dat de piloot tegen de staart sloeg. Dit was echter problematisch bij ontsnapping op lage hoogte en hierbij verloren ca. 21 USAF-vliegers het leven. De omlaag gaande schietstoel werd gevolgd door een krachtig omhoog schietende schietstoel, de Lockheed C-2. Deze kon veilig overweg met de staart, echter was een minimumsnelheid van 170 km/h nodig om hem te kunnen benutten. De meeste Starfighters voor de export werden later uitgerust met een Martin-Baker schietstoel met zero/zero capaciteit, oftewel een schietstoel die bij nulhoogte en nulsnelheid gebruikt kon worden, dus zelfs op de grond.
De eerste USAF Starfighters bezaten een AN/ASG-14T ranging radar, TACAN en de AN/ARC-34 UHF-radio. De latere versies waren uitgerust met de geavanceerde North American NASARR radar, een infraroodvizier, het Litton LN-3 traagheidsnavigatiesysteem en een computer.
Eind jaren 60 ontwikkelde men voor de Italiaanse luchtmacht een geavanceerdere versie van de Starfighter, de F-104S, als een onderscheppingsvliegtuig voor inzet in alle weersomstandigheden. De F-104S werd uitgerust met een NASAAR R21-G radar met indicator voor bewegende doelen en een continuous-wave doelvolgradar voor semi-active radar homing raketten als de AIM-7 Sparrow en Selenia Aspide. Door de hoeveelheid avionica moest het kanon wijken. Rond 1985 werden de overgebleven F-104S gemoderniseerd tot F-104S ASA (Aggiornamento Sistema d'Arma, Gemoderniseerd Wapensysteem). Deze werd uitgerust met de uiterst moderne en kleinere Fiat R21G/M1 radar, zodat het kanon kon terugkeren.
De vaste bewapening van de F-104 was één M61 Vulcan 20 mm Gatling gun. De Starfighter was het eerste type dat hiermee werd uitgerust. Het wapen heeft een vuurkracht van 6000 granaten per minuut en bevatte in de Starfighter maximaal 725 granaten. Twee AIM-9 Sidewinder raketten konden aan de vleugeltippen worden meegenomen, of bij de versie van Koninklijke Luchtmacht aan de romp. Als alternatief konden aan de vleugeltippen twee externe brandstoftanks worden bevestigd. Vanaf de F-104C bevatte het toestel een centerline en twee hardpoints onder de vleugels voor onder andere bommen, het B43- of B61-kernwapen, houders met ongeleide raketten of extra brandstoftanks. De centerline pylon kon twee extra Sidewinder raketten meenemen, echter hadden hier de raketten door de geringe afstand tot de grond ernstig van te lijden. Nederlandse F-104's konden onder de centerline ook een luchtverkenningssysteem Orpheus-pod meevoeren.

### Impressie
De Starfighter werd beschouwd als een aas onder de gevechtstoestellen. Plaatsing bij een Starfighter-squadron betekende dat de piloot tot de betere van de betrokken luchtmacht behoorde, omdat het toestel geen fouten vergaf. Het was het eerste toestel dat langdurig Mach 2 kon vliegen, de snelheid en het klimvermogen spreken heden ten dage nog steeds tot de verbeelding.
Door nadering met hoge snelheid en goed gebruikmakend van de gunstige verhouding tussen vermogen en gewicht (thrust-to-weight ratio) was het toestel effectief bij aanvallen op gronddoelen. In close combat (dogfight) met een ander toestel was hij echter kansloos door de slechte wendbaarheid van het toestel.
Enkele gebruikers verloren bijna de helft van de aangeschafte Starfighters door ongevallen. Deze verliesratio's verschilden sterk: de Spaanse luchtmacht verloor geen enkele Starfighter en de Duitse Luftwaffe zeer veel.

## Dienstperiode
De F-104A diende slechts kort in de USAF (in het luchtverdedigingcommando) als een interceptievliegtuig. Op 18 mei 1958 vestigde een F-104A een Wereldsnelheidsrecord met 2260 km/h. Op 13 december 1958 bereikte een F-104A een hoogte van 20 000 meter in een recordtijd van slechts 3 min. 42,99 sec. Op 14 december 1959 vestigde een F-104C een hoogterecord (31,5 km). De Starfighter was het eerste toestel dat gelijktijdig wereldrecordhouder was van snelheid, hoogte en klimsnelheid.
De opvolger (F-104C) werd ingezet bij het tactisch commando van de USAF. Hij werd gebruikt als jachtbommenwerper. In de Vietnamoorlog werd het toestel ingezet als luchtoverwichtsjager (hoewel het weinig in luchtgevechten betrokken raakte) en in de luchtsteuntaak.
De USAF kocht slechts 296 Starfighters en was niet tevreden met het toestel. Vanaf 1965 werden de toestellen versneld uitgefaseerd. In die tijd zocht de Luftwaffe een multi-role vliegtuig. De Starfighter werd voorgesteld aan de Duitsers en omgewerkt van een jachtvliegtuig voor goed weer in een complexere variant voor alle weersomstandigheden. Dit toestel boorde een nieuwe markt aan: de NAVO-landen. In totaal werden van deze F-104G in de Verenigde Staten en elders 2578 toestellen gebouwd, onder andere bij Fokker. Ze werden geleverd aan verschillende landen, zoals Canada, West-Duitsland, Italië, Nederland, België, Pakistan, Kwomintang-China (Taiwan) en Japan. Verder kregen Noorwegen, Denemarken, Griekenland, Turkije en Spanje hun Starfighters onder een militair hulpprogramma (MDAP). De J-79 motor werd in licentie in Europa gebouwd.
De zogenaamde "Aankoop van de Eeuw" genereerde een aanzienlijke omzet voor Lockheed, maar een schandaal in Europa, waar de Duitse minister van defensie Franz Josef Strauss bijna tot aftreden werd gedwongen. Prins Bernhard bleek in de zogenaamde Lockheed-affaire gevoelig geweest te zijn voor omkoping, wat hij later ook gedeeltelijk toegaf. Hij kreeg van Lockheed giften in waarde van meer dan een miljoen dollar. Velen in Nederland meenden dat de aankoop van de Starfighter gepaard was gegaan met ontoelaatbare Amerikaanse druk. Het politieke debat daarover werd overschaduwd door de hoge verliezen aan toestellen door technische mankementen. In Duitsland stortten 292 van de 916 toestellen neer, waarbij 115 piloten omkwamen - ook in Nederland stortte een fors aantal toestellen neer. Door het bekend worden van de omkoping ging het reeds verlieslijdende bedrijf bijna failliet.
De Duitse controverse omtrent de Starfighter leidde in 1974 tot een conceptalbum van Robert Calvert (ex Hawkwind), getiteld "Captain Lockheed and the Starfighters". Toen Joachim von Hassel, de zoon van de minister van defensie, Kai-Uwe von Hassel, omkwam bij een crash leidde deze gebeurtenis tot het lied "Starfighter F-104G" van de Duitse band Welle:Erdball.
De F-104 werd vanaf eind jaren zeventig vervangen, vaak door de F-16. De Italiaanse luchtmacht bleef tot 2004 vliegen met de Starfighter.

## Starfighters bij de Nederlandse luchtmacht

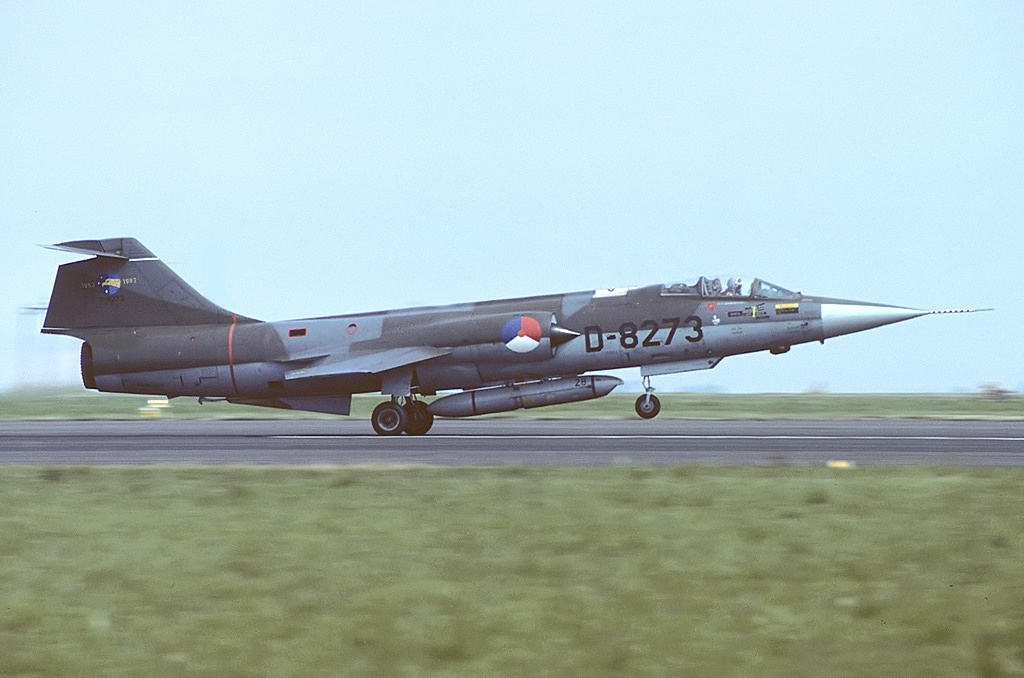
een RF-104G van 306 squadron, in de "Orpheus-pod" (zichtbaar onder de romp) bevonden zich de camera's voor het maken van foto's

Bij de Koninklijke Luchtmacht hebben de F-104G, RF-104G (fotoverkenner) en TF-104G (tweezitter) dienstgedaan tussen 1962 en 1984 bij verschillende eenheden op de vliegbasis Leeuwarden, vliegbasis Twenthe en vliegbasis Volkel. De Starfighter werd vanaf 1979 vervangen door de F-16. Op 21 november 1984 vond de laatste vlucht in dienst van de Koninklijke Luchtmacht plaats.

## Bijnamen
De Starfighter werd aangeduid als 'one-O-four', 'bemande raket', 'raket op wielen', 'Zipper' of 'Zip-104'. Bij de Japanse luchtmacht was het toestel bekend als 'Eiko' (glorie). De motor van de Starfighter maakte bij een bepaald motorvermogen een zeer kenmerkend loeiend geluid, wat leidde tot de bijnaam 'howling howland'. Niet erg vleiend zijn: 'Sargfighter', 'flying coffin', 'Witwenmacher', 'widowmaker', en 'Erdnagel' (tentharing), bijnamen die inspelen op het hoge aantal ongevallen. De Pakistaanse luchtmacht noemde het toestel 'Badmash' (hooligan), bij de Italianen stond hij bekend als de 'Spillone' (spijker).

## Varianten
| Type         | Bijzonderheden |
| ------------ | --- |
| XF-104       | Eerste twee prototypes uitgerust met Wright J65-motor. Beide gecrasht tijdens tests. |
| YF-104A      | Serie van 17 testtoestellen. Later op F-104A-standaard gebracht. |
| CF-104       | Serie van 200 in Canada gebouwde toestellen, speciaal ingericht op aanvallen met kernwapens. Voorzien van NASARR R-24A-radar met air-to-air-modes, zonder kanonbewapening, extra interne brandstofcapaciteit en Canadese J79-OEL-7-motoren met meer vermogen. |
| CF-104D      | 38 stuks CF-104 trainingstoestellen van Lockheed, maar met de J79-OEL-7-motor. Later verkocht aan Denemarken.. |
| F-104A       | 153 stuks ten behoeve van USAF, operationele dienst 1958-1960, later over naar ANG, 1960-1963 |
| NF-104A      | 3 stuks, onbewapend. Uitgerust met extra raketaandrijving ten behoeve van NASA-astronautentraining. De testvlieger Chuck Yeager had met een van deze toestellen in 1963 een enorme crash, later weergegeven in de film The right stuff. |
| QF-104A      | 22 stuks omgebouwd tot radiografisch bestuurd testexemplaar (drone). |
| F-104B       | 26 stuks F-104A in onbewapende trainingsversie met een vergroot richtingsroer en minder brandstofcapaciteit. |
| F-104C       | Een serie van 77 jachtbommenwerpers voor USAF Tactical Air Command; voorzien van betere AN/ASG-14T-2-radar, 1 centerline- en 2 vleugelpylontanks. Capaciteit voor bijtanken in de lucht en voor het afwerpen van 1 Mk-28- of B-43-kernwapen. |
| F-104D       | Serie van 21 trainers gebaseerd op de F-104C. |
| F-104 DJ     | Serie van 20 trainers gebaseerd op de F-104C voor de Japanse luchtmacht. |
| F-104F       | Serie van 30 F-104D trainers speciaal voor de Luftwaffe. Uitgerust met de F-104G-motor, zonder radar en bewapening. In 1971 uitgefaseerd. |
| F-104G       | 1122 stuks van de belangrijkste jachtbommenwerperversie. Geleverd door Lockheed en in licentie door Canadair en diverse Europese firma’s als MBB, Messerschmitt, Fiat, Fokker, SABCA. Uitgerust met versterkt landingsgestel, sterkere vleugels, meer interne brandstofcapaciteit, een groter kielvlak en grotere flaps voor betere wendbaarheid, verbeterde avionica met de NASARR F15A-41B-radar met lucht- en grondmodes, het Litton LN-3-navigatiesysteem en een infraroodvizier.                                                            |
| RF-104G      | 189 stuks tactische onbewapende verkenners gebaseerd op de F-104G. Voorzien van drie daglichtcamera’s in de romp direct achter het neuswiel. De toestellen van de Koninklijke Luchtmacht werden later voorzien van een, in Nederland ontwikkelde "Orpheus-pod" waarin zich vijf daglichtcamera's en een infra-rood line-scanner bevonden. |
| TF-104G      | Serie van 220 F-104G-trainers met gevechtscapaciteit. Later ook geleverd aan de Koninklijke Luchtmacht. |
| F-104H       | Geplande maar nooit gebouwde F-104G ‘kale’ exportversie met optisch vizier. |
| F-104J       | 210 stuks F-104G in een speciale onderscheppingsversie. Alleen gebouwd voor de Japanse luchtmacht en bewapend met het kanon en vier Sidewinders. |
| F-104N       | 3 stuks ten behoeve van volgvliegtuig voor de NASA. Een hiervan is in 1966 gecrasht tijdens een botsing in de lucht met een North American XB-70 Valkyrie. |
| F-104S       | 246 stuks voor de Italiaanse luchtmacht. Gebouwd door FIAT. De 104S was vernieuwd voor de interceptierol en had de NASARR R-21G/H-radar met moving-target indicator en CW-richtradar voor de SARH en AIM-7 Sparrow. Hij had negen hardpoints in plaats van zeven, een sterkere J79-GE-19 en twee extra stabilisatievinnen. Het kanon maakte plaats voor raketaansturings- en afvuursystemen bij de onderscheppingsversie, maar bleef behouden in de jachtbommenwerperversie.                                                                     |
| F-104S-ASA   | Aggiornamento Sistemi d'Arma = wapensysteemupdate. 147 stuks F-104S met de Fiat R21G/M1-radar, look-down/shoot-down-capaciteit, een nieuwe IFF-computer en een voorziening voor AIM-9L all-aspect Sidewinder en Selenia Aspide-raketten. |
| F-104S-ASA/M | Aggiornamento Sistemi d'Arma/Modificato – wapensysteemupdate/modificatie. 49 airframes in 1998 op ASA/M luchtverdedigingsstandaard gebracht met gps, een nieuw TACAN systeem, Litton LN-30A2 INS, hernieuwd airframe en aangepaste cockpitdisplays. Alle apparatuur voor aanvalscapaciteit werd verwijderd. Dit waren de laatste operationele Starfighters; zij werden in december 2004 bij de Italiaanse luchtmacht uitgefaseerd en tijdelijk vervangen door de F-16, in afwachting van de eerste leveringen van de nieuwe Eurofighter Typhoon. |
| F-104G/CCV   | Control Configured Vehicle - Een door Messerschmitt-Bölkow-Blohm (MBB) gemodificeerde F-104G voor testdoeleinden (slechts één exemplaar gebouwd). |